# 津守眞
津守 眞（津守 真、つもり まこと、1926年1月9日 - 2018年12月10日）は、日本の保育学者。お茶の水女子大学名誉教授。

## 略歴
東京出身。1948年東京帝国大学文学部心理学科卒、ミネソタ大学保育学科卒。お茶の水女子大学教授、1989年定年退官、名誉教授となる。学校法人愛育学園愛育養護学校主事、顧問。2006年ペスタロッチー教育賞受賞。

## 著書
- 『子ども学のはじまり』フレーベル館 1979
- 『保育の体験と思索 子どもの世界の探究』大日本図書 1980
- 『子どもと教育を考える 15　自我のめばえ 2～3歳児を育てる』岩波書店 1984
- 『子どもの世界をどうみるか 行為とその意味』 (NHKブックス) 日本放送出版協会 1987
- 『保育の一日とその周辺』フレーベル館 1989
- 『保育者の地平 私的体験から普遍に向けて』ミネルヴァ書房 1997
- 『私が保育学を志した頃』ななみ書房 2012
- 『保育の現在 学びの友と語る 津守眞講演集』入江礼子,友定啓子編 萌文書林 2013

### 共著編
- 『幼稚園の歴史』久保いと,本田和子共著 恒星社厚生閣 1959
- 『乳幼児精神発達診断法』稲毛教子共著 大日本図書 1961
- 『日本人の価値観 キリスト教教育の立場より』小林公一共著 日本基督教団出版部 1963
- 『乳幼児精神発達診断法 3才～7才まで』磯部景子共著 大日本図書 1965
- 『知恵遅れの幼児の教育』 (精神薄弱児の治療教育シリーズ）編. 慶応通信 1974
- 『私の特殊教育』 (精神薄弱児の治療教育シリーズ）編. 慶応通信 1974
- 『人間現象としての保育研究』本田和子, 松井とし共著 光生館 1974
- 『幼稚園における子どもと保育者のイメージ』 (人間現象としての保育研究）光木美子, 秋間直美, 小野英子共著 津守編 光生館 1975
- 『保育現象の文化論的展開』 (人間現象としての保育研究）本田和子共編, 入江礼子, 友定啓子, 角能清美共著 光生館 1977
- 『学びとケアで育つ 愛育養護学校の子ども・教師・親』佐藤学監修, 岩崎禎子共著者代表 小学館 2005
- 『出会いの保育学 この子と出会ったときから』津守房江共著 ななみ書房 2008
- 『新しく生きる 津守真と保育を語る』浜口順子共編著 フレーベル館 2009

### 翻訳
- マーガレット・A.リッブル『乳児の精神衛生』野田雅子共訳. 法政大学出版局 1958
- デール B.ハリス『児童発達教育学』お茶の水女子大学家政学講座 光生館 1971